# Brajmura
Brajmura (Grajwy) – płytkie jezioro stawowe, znajdujące się w granicach Grajewa.
Cenny obiekt przyrodniczy Grajewa, położony w północno-wschodniej części miasta w dolinie rzeki Ełk. Dawniej jezioro to miało bezpośredni kontakt z korytem rzeki Ełk. Jednakże w wyniku robót regulacyjnych bieg rzeki w rejonie jeziora Grajwa został zmieniony. W wyniku tego jezioro zostało odizolowane od rzeki. Obecnie kontakt jeziora z rzeką następuje tylko przy wysokich stanach wody w rzece Ełk. Zbiornik jeziorny zasilany jest wodami gruntowymi z wysokiego zbocza doliny oraz rowem doprowadzającym wody z terenów przyległych do zabudowy miejskiej. Woda odpływa z jeziora otwartym kanałem.
Obniżenie poziomu wód w rzece Ełk oraz odizolowanie jeziora od rzeki spowodowało wypłycenie i zmniejszenie powierzchni lustra wody. Skutkiem tych procesów był silny rozwój roślinności (makrofitów) oraz zmiana składu gatunkowego fauny jeziornej. Jezioro jest w stanie zarastania i zaniku. Brzeg jeziora jest trudno dostępny poprzez zarośla trzcinowe i szuwarowe.
Brajmura jest zbiornikiem o charakterze bagienno-stawowym, którego brzegi porasta roślinność szuwarowa. Badania przeprowadzone na tym obszarze wykazały występowanie 95 gatunków ptaków, w tym gatunków zagrożonych wyginięciem, np. bąk, płaskonos, błotniak stawowy, trzciniak.